# Textielindustrie in Eindhoven
Hoewel Eindhoven bekend is van de sigarenindustrie, Philips en DAF, heeft ook de textielindustrie in Eindhoven een belangrijke rol gespeeld in de geschiedenis van de stad.

## Voorgeschiedenis
Sinds 1419 bestonden er gilden in Eindhoven, waaronder een gilde dat de linnenweverij vertegenwoordigde en een gilde dat de lakennijverheid omvatte. De gilden werden in 1798 opgeheven.
Huisnijverheid ten behoeve van fabrikeurs was de regel. Allereerst werd het spinnen in fabrieken samengebracht, waarbij veel efficiënter gewerkt kon worden. Na de Franse tijd ondervond de laken- en linnenindustrie veel concurrentie van katoen. Dit ging men toen ook in Eindhoven produceren.
Textielindustrie die geconcentreerd was in fabrieken ontstond zeer geleidelijk. De beschikking van een centrale krachtbron voor de aandrijving van machines speelde daarbij een rol, maar wellicht ook de aanwezigheid van centrale voorzieningen zoals een bleekveld. Een eerste voorbeeld van een centrale krachtbron was een watermolen, terwijl in de loop van de 19e eeuw, te beginnen in 1820, ook de stoommachine zijn intrede deed. Na 1900 werd de gasmotor van belang, terwijl na 1911, toen de Peelcentrale in bedrijf kwam, ook de elektrische aandrijving kon worden toegepast.
Natuurlijk speelde bij dit alles ook mechanisatie een rol, want textielmachines werden uitgevonden en voortdurend verbeterd. Reeds omstreeks 1800 beschikte men over spinmachines, terwijl weefmachines vanaf 1870 steeds meer in gebruik kwamen, waardoor het thuisweven geleidelijk verdween: Het aantal thuiswevers nam af van 2.153 in 1861 naar 49 in 1910. Van belang was vooral de fabricage van trijp, waarmee meubelen bekleed werden. Zo leverde de Eindhovense textielindustrie stoffen aan de grote passagiersschepen en aan het hof. Ook tijk, de bekleding van matrassen, werd vervaardigd. De fabrieken waren vooral geconcentreerd in de omgeving van de Dommelstraat en in de buurt van de Paradijslaan. Andere fabrieken lagen verspreid over het gebied.

## De belangrijkste textielfabrieken
Hoewel de textielfabrieken zich niet alle in het oude Eindhoven bevonden, maar ook in de dorpen eromheen die pas in 1920 geannexeerd zijn, was het gebied voor het annexatiejaar al een eenheid, zodat de meeste van deze fabrieken hier beschreven worden:

### Smits
Johannes Theodorus Smits was een molenaarszoon uit Dommelen en geparenteerd aan de Eindhovense fabrikantenfamilie Keunen. Hij vestigde zich in 1779 in Eindhoven en begon in 1786, samen met zijn zwager A. Janssen, een spinnerij voor katoenen garens. Deze firma werd in 1810 ontbonden. Dat jaar werd een doorstart met de Fa. J. Th. Smits & Zn. waarin vijftien katoenspinmachines waren samengebracht die door spierkracht werden aangedreven. Het jaar 1810 betekende daardoor het begin van de fabrieksmatige textielproductie in Eindhoven. Vervolgens kocht Smits in 1812 de Stratumse Watermolen waarbij het fabriekscomplex Den Bouw verrees. Hierin werden in 1817 acht spinmachines geplaatst die door waterkracht werden aangedreven. In 1820 werd een stoommachine aangeschaft, maar deze investering vond geen navolging en in 1832 werd de stoommachine niet meer gebruikt en ging men weer geheel over op waterkracht. De firma heeft tot 1848 bestaan.
De familie Smits kwam door de ondernemersactiviteiten tot grote welstand en werd in de adelstand verheven. In 1851 werd de wolspinnerij op Den Bouw hervat door jhr. Th.G.H. Smits van Eckart en jhr. E.J.C.M. de Kuyper. In 1896 kwam aan dit bedrijf een einde als gevolg van een grote brand. In 1928 werden de laatste resten van de fabriek gesloopt.
Naast Smits kende Eindhoven in die tijd nog 14 kleinere textielfabrieken. Niet lang daarna echter werden een enkele grote textielbedrijven gesticht door deels autochtone fabrikantenfamilies die geparenteerd waren aan de families Smits en Keunen.

### Spoor/Van den Briel & Verster

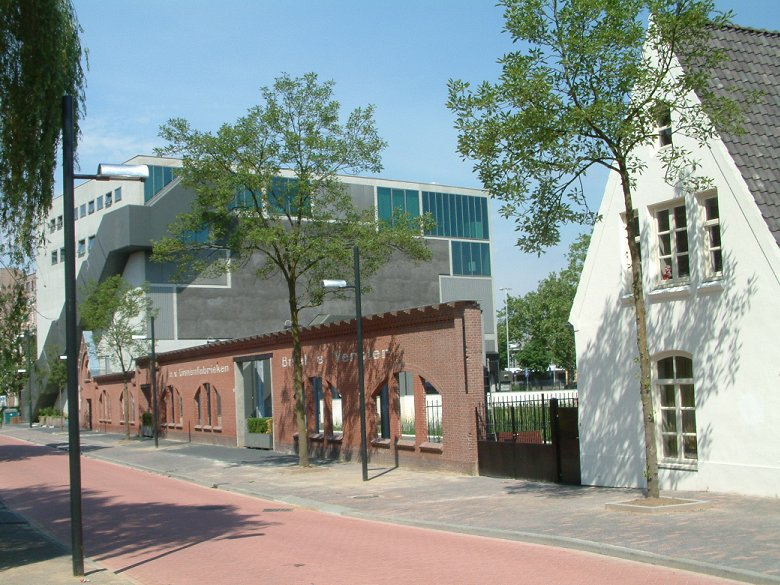
De overgebleven voorgevel van N.V. Linnenfabriek Briel en Verster

Omstreeks 1795 kocht Spoor een huis aan de Dommel en begon een fabriekje voor katoenen stoffen. In 1810 waren er twee fabrieken: een voor katoen en een voor wol. Er waren 44 arbeiders en 87 thuiswerkers in dienst. In 1816 was er een topjaar; er werkten toen 360 mensen voor Spoor. Daarna ging het achteruit. In 1821 overleed Spoor. De fabriek werd overgenomen door zijn zoons. Er kwam een compagnon en omstreeks 1833 heette het bedrijf W. Spoor & Cie. In 1843 werd de fabriek opgeheven en kwam het gebouw leeg te staan.
Van den Briel en Verster, ofwel de Koninklijke Eindhovensche Damast-Linnen- & Pellen-Fabriek is opgericht in 1847 als Linnenfabriek C. Van den Briel. Dit bedrijf betrok de leegstaande fabriek van Spoor. In 1888 kreeg de fabriek haar uiteindelijke benaming, toen Van den Briel met Verster ging samenwerken. Het bedrijf lag aan de Dommelstraat en was voorzien van een prachtige natuur-bleekerij in de vorm van een grasveld aan de Wolvendijk. In 1963 ging het bedrijf samen met Van Dissel. Het gebouw heeft daarna nog een tijd als mensa gediend van de Technische Hogeschool Eindhoven. Vervolgens werd het in 1971 gekraakt door jongeren die er Open Jongerencentrum Para+ in vestigden, de voorloper van Poppodium De Effenaar. In 1005 werd een nieuw gebouw geopend. Daartoe werd de fabriek in 2002 vrijwel geheel gesloopt en is alleen de voorgevel van de fabriek blijven bestaan. Achter deze gevel bevindt zich een openluchtpodium.

### Schellens
Zie: Schellens (bedrijf)

### Kodijko
Van Dijk & Comp. werd opgericht in 1852 door Carolus Boromeus van Dijk als een kleine handweverij aan de Tongelresestraat. Hij kwam uit een familie die al sinds de 17e eeuw in de linnenweverij werkzaam was. In 1855 werd het:  Van Dijk en Co., waarbij Ignatius de Haes mede-firmant werd, een samenwerking die in 1869 eindigde. In 1885 werd een stoommachine geplaatst die vijf getouwen kon aandrijven. In 1903 werd de naam veranderd in: NV Eindhovensche stoom- en handweverij v/h Van Dijk & Co. Het bedrijf leverde damast aan het hof en in 1918 kreeg het het predicaat Koninklijk. De handelsnaam was toen: Kodijko. In 1959 werd Kerssemakers uit Gestel overgenomen. In 1964 fuseerde Van Dijk met Van Oerle's Band & Damastweverij te Boxtel. De productie werd toen naar Boxtel overgeplaatst en het pand in Eindhoven kwam leeg te staan. Hier trok toen in 1965 het textielbedrijf Van Dissel in, dat reeds was gefuseerd met Van den Briel & Verster. Van Dissel stopte in 1971. Hierop werd de naam Kodijko overgenomen door Linnenweverijen v/h van Dijk & Zn te Waalre, die toevallig ook dezelfde naam had.
Tot Kodijko hoorde ook wasserij en ververij De Iris, waar de gegoede burgers hun tafellinnen konden verzorgen. Op deze plaats ligt de huidige Irisbuurt.

### Holleman/Elias
In 1856 werd te Strijp een linnenfabriek opgericht door Joseph Elias. Dit was een uit Hannover afkomstige ondernemer die in 1831 als huursoldaat tegen de Belgen heeft gevochten. Daarna werd hij handelaar en fabrikeur, had een textielfabriekje in Stratum. De Strijpse fabriek werd gestart in een oud fabriekshuis van de fabrikeur in wollen en katoenen stoffen Wouter Holleman. Deze kwam in 1802 Stratum en wilde een textielfabriek beginnen. In 1820 stond hij ingeschreven als textielfabrikant en had 6 à 9 werklieden in dienst, maar in 1855 overleed hij. 
Het bedrijf lag gunstig ten opzichte van de Gender, die gebruikt kon worden om wol in te wassen. In 1869 schafte Elias een stoommachine van 20 pk aan, waarop 90 weefgetouwen konden worden aangesloten. Enige jaren later werd een damastmachine aangeschaft. Elias zorgde voor vele innovaties. Sinds 1874 heette het bedrijf: Stoom Linnen Fabriek Willem III Koning der Nederlanden. In 1875 waren er 135 werknemers in dienst. Joseph Elias was een der eerste leden van de Sociëteit Amicitia, die er vooruitstrevende denkbeelden opna hield. In 1875 hielp hij mee het Eindhovense Departement van de Maatschappij tot Nut van 't Algemeen op te richten, die ten doel had om niet-confessioneel onderwijs te bevorderen.
In 1961 ging Elias op in de BEHTI. De weverij van Elias werd overgeplaatst naar de grote centrale weverij te Mierlo. De fabriek aan de Strijpsestraat is sedert 1970 nog in gebruik geweest als supermarkt, waarop nog tweemaal een gewapende roofoverval is uitgevoerd, en daarna als snuffelzolder. Rond 1974 was een kleine dependance van de HTS een paar jaar ondergebracht in het kantoorgebouw. Omstreeks 1982 werd de opvallende watertoren van de fabriek opgeblazen. In 1987 werd de fabriek gesloopt om plaats te maken voor woningbouw.

### Von der Nahmer
In 1830 begon Heinrich von der Nahmer een mechanische wolspinnerij te Geldrop. In 1850 verhuisde zijn zoon, Julius von der Nahmer naar Stratum en begon een eigen fabriek. In 1855 werd dit een fabriek van bukskin. In 1862 brandde de fabriek af en in 1902 sloot de fabriek vanwege economische tegenslagen.
Robert von der Nahmer was een wollenstoffenfabriek aan de Geldropseweg. De fabriek is opgericht in 1866 door Robert von der Nahmer (Medenbach, 1837-1908). In 1903 werd het bedrijf gepresenteerd als een fabriek van Buxkins, Laken, Chaiak, Abas en Cheviots en in 1919 als Eerste Nederl. Electr. Wollenstoffenfabriek. In 1909 werd de fabriek nog deels verwoest door brand, maar ze werd weer opgebouwd. In 1925 kwam het in handen van A.G.W. de Rooij uit Tilburg. Bij deze gelegenheid werd het omgedoopt in Eindhovense Wollenstoffenfabriek (EWOFA). Het bedrijf werd opgeheven in 1964. De beeldhouwer Theo van der Nahmer (1917-1989) stamt uit deze familie.

### BARA (NV Baekers & Raijmakers' Textielfabrieken)
Tot 1868 vormden Willibrordus Johannes Baekers (1840-1907) en Antonius van Moll (1804-1887) de grossierderij  in Belgisch goed annex handweverij Baekers & Cie. Na het terugtreden van A. van Moll op 25 juni 1868 werd het bedrijf voortgezet door zijn stiefzoon Leonardus Cornelius Adrianus Raijmakers (1842-1917) en W.J. Baekers onder de naam firma Baekers & Raijmakers en legden daarmee de basis voor de NV Baekers & Raijmakers' Textielfabrieken (vanaf 1952 NV Baekers' Textielfabrieken). Het eenvoudige handweefbedrijf aan de Spoorstraat, (is na de annexatie van Woensel in 1920, Mathildelaan Eindhoven,) werd in 1907 omgezet in een machinale weverij, onder leiding van Hendrikus Judocus Alphonsus Baekers. Men maakte onder meer tijk en markiezendoek. Vanaf 1911 was de stoomweverij H. Baekers gevestigd aan de Christinelaan in Woensel na de annexatie Steenstraat 1 Eindhoven. Na de verkoop in 1916 van het inmiddels te kleine pand aan de Spoorstraat aan de NV Philips,  werd de gehele onderneming verplaatst naar de Christinelaan aan de noordzijde van het spoor, tegenover het huidige PSV-stadion. In 1919 werd de onderneming omgezet in een nv en werd er een uitgebreide nieuwbouw gerealiseerd. Tevens werd midden 1920 de voormalige textielfabriek Holland te Mierlo-Hout overgenomen en als filiaalbedrijf voortgezet, tot circa 1926. Rond 1930 telde het bedrijf te Eindhoven op het zeer grote fabrieksterrein van 80.000 m² een bedrijfsbebouwing van circa 15.000 m². 
In 1961 ging BARA op in de BEHTI, dat later De Haes Holland ging heten, evenals de fabriek van BARA. Uiteindelijk is de productie stopgezet en heeft de fabriek nog een tijdlang leeggestaan, om uiteindelijk gesloopt te worden. Tegenwoordig leeft de naam voort in BV De Haes Holland te Eibergen, een bedrijf dat nog steeds woningtextiel vervaardigt. NV Baekers' Textielfabrieken, Steenstraat 1, Eindhoven is opgeheven op 19 augustus 1966.

### BEHTI (NV Baekers-Elias-de Haes Textiel Industrie)
De BEHTI werd opgericht in 1961 als een samenwerkingsverband tussen Baekers, De Haes en Elias. Reden tot deze samenwerking was de achteruitgang van de economische omstandigheden voor de textielindustrie. In 1965 ging BEHTI op in de KNTU (Koninklijke Nederlandse Textiel-Unie), waar 14 andere, onder meer Twentse, bedrijven bij waren aangesloten. In 1973 viel de KNTU uiteen en was de Eindhovense textielindustrie niet meer te redden.

### De Haes
Ignatius Constantinus Johannes de Haes werkte eerst samen met Van Dijk, maar begon in 1869 een eigen linnenfabriek. Dit bedrijfje was aanvankelijk zeer bescheiden. Een tiental arbeiders voerden nabewerkingen uit aan stoffen die door thuiswevers waren vervaardigd. Toen hij in 1898 een erfenis kreeg, schafte hij een stoommachine aan. Vanaf 1902 was het bedrijf volledig gemechaniseerd.
De Haes ging ook katoen verwerken en, sinds 1890, produceerde men tijk, een weefsel van linnen en katoen. In 1906 sprak men van een machinale bont- en tijkweverij. In 1911 produceerde men vooral katoenen stoffen. In 1915 kwam het tot de oprichting van een filiaal te Mierlo. Sinds 1920 heette het bedrijf: NV Eindhovensche Katoenmaatschappij v/h Ign. De Haes. Het bedrijf fuseerde in 1961 met Elias en Baekers tot BEHTI. In 1963 werd de productie naar elders overgeplaatst, en in 1965 werd het bedrijf onderdeel van de Koninklijke Nederlandse Textiel-Unie (KNTU). Hierin werkten 14 bedrijven samen. Dit verband, waarin voornamelijk Twentse textielbedrijven samenwerkten, ging failliet in 1973.

### Van Dissel
E.J.F. van Dissel & Zn. was een linnenweverij die is opgericht door de Bladelse dominee E.J.F. van Dissel. Hij begon een fabriekje in Bladel om wat extra inkomsten te genereren voor zichzelf en een aantal arme boeren. In 1873 kwam hij naar Stratum en in 1875 startte daar de linnen- en pellenfabriek. Het was een klein fabriekje maar, nadat de dominee zich in 1890 had teruggetrokken, ging men kunstzinnige stoffen maken. Ontwerpers als Cornelis van der Sluys, Kitty van der Mijll Dekker, Chris Lebeau en Maurits Cornelis Escher leverden hun bijdrage. Er werd onder meer geleverd aan rederijen van passagiersschepen en aan vorstenhuizen. In 1963 fuseerde Van Dissel met Van den Briel en Verster. In 1971 werd de fabriek gesloten.

### Schröder
J.E. Schröder begon in 1875 bukskin te produceren in een leegstaande Stoom-fabriek van Draadnagels, Springveeren enz. van de Gebr. Raymakers. Het betrof een oude fabriek waar in 1869 een stoommachine van 45 pk in is geplaatst en ook de schoorsteen is gebouwd. Lang heeft de bukskinfabriek het niet volgehouden, want ze kwam leeg te staan en werd in 1891 gekocht door Philips, die er een gloeilampenfabriekje in begon. In 1902 werd overigens nog melding gemaakt van een bukskinfabriek van Gebr. Schröder aan de Kloosterdreef.
C.E. Schröder & Zonen was een elektrische linnen- en damastweverij aan de Oude Haven, bij het Eindhovens Kanaal. Dit bedrijf werd in 1935 omgebouwd tot garage en in 1936 in gebruik genomen door Jacques van der Meulen. De garage heeft nog tot in het begin van de 21e eeuw bestaan.

### Olandilla
De Linnen-, Pellen- en Damastweverij Olandilla bevond zich aan de Willemstraat en werd gebouwd in 1895. De eigenaar was Cornelis Johannes Beukers (Schiedam, 1866 - Eindhoven, 1944).

### De Heer
J. de Heer was een fabriek van Katoenen, Linnen en Wollen Manufacturen. Het pand en een groot stuk grond werd gekocht van Schröder. Later heeft De Heer dit stuk grond verkocht aan Philips, dat daar het hoofdkantoor bouwde dat nu bekendstaat als De Admirant. In 1929 werd ook De Heer's fabriek door Philips gekocht en is de firma geliquideerd.

### Van Moorsel
De familie Van Moorsel was vanaf het begin van de 19de eeuw actief in de textielnijverheid. Amandus H. van Moorsel, apotheker en vele jaren burgemeester, richtte in 1815 een katoenen- en wollenstoffenfabriek op onder de naam: A. van Moorsel & Co.. Deze was gevestigd in Mariënhage. Na zijn dood, in 1822, werd deze voortgezet door zoon A.S. van Moorsel. In 1833 werd de fabriek overgenomen door Van Gennip. Van der Velden stond borg voor hem. De fabriek had in 1852 95 arbeiders en 400 thuiswerkers in dienst. In 1866 werd de eerste stoommachine aangeschaft. Toen echter in 1888 de laatste firmant stierf werd de fabriek beëindigd.
In de tweede helft van de eeuw was A. van Moorsel deelgenoot in de firma Van Agt en Comp. In 1885 richtte Willem van Moorsel een stoomweverij op. De hieruit voortgekomen Koninklijke Nederlandsche Flanelfabriek W. van Moorsel & Co. was een flanelfabriek die aan de Paradijslaan was gevestigd.

### Kerssemakers
Linnen- & Damastweverij G. Kerssemakers was gevestigd aan de Hoogstraat te Gestel. Het bedrijf werd reeds vermeld in 1750. Vanaf 1850 vond mechanisatie plaats. De fabriek brandde in 1936 gedeeltelijk uit, maar werd herbouwd. In 1957 werd de fabriek gesloopt ten behoeve van de aanleg van de Boutenslaan. In 1959 werden de restanten van het bedrijf door Kodijko overgenomen.

### Stoop
C.H. Stoop & Cie. "Hofleverancier van wijlen Z.M. de Koning", was een Fabriek van Linnen, Pellen en Damasten Tafelgoed en Katoengoederen.
Carel Johannes Gerardus Antonius Franciscus Stoop tot Onstein geboren  28-09-1843 in Vorden, zoon van Abraham Adrianus Stoop en Jkvr Mariana Roberta Bernardina Antonia van Grotenhuis van Onstein. Carel is overleden op 10-02-1912 om 17:30 in Stratum, 68 jaar oud [bron: BS Stratum Deel 35 Jaar 1912 Akte 15]. 
Bij zijn huwelijk in 1868 met Maria Filomina Keunen tekent hij als Ch. Stoop.
In 1860 en 1866 is mij militair. In 1874 en 1887 geeft hij als beroep op: Linnenfabrikant.
Bij een inbraak in 1881 in zijn woonhuis worden damasten ontbijtservetten vingerdoekjes en theedoekjes gestolen met het merk CS
Charles Stoop diende in 1877 bij de Koning het verzoek in het koninklijke Wapen te mogen voeren.
De Hofcommissie vroeg hierop nadere inlichtingen bij het Strijpse gemeentebestuur.
Dat liet weten dat Stoop een geacht ingezetene was, die een 'goed burgerlijk bestaan' had en
dat zijn bedrijf voor wat soliditeit kon wedijveren met dat van J.Elias.
Wel was het bedrijf wat kleiner, want het telde, inclusief thuiswerkers maar 33 werknemers.
(bron: Gruun Buukske 1989 blz 39 ev J. Spoorenberg)
Het bedrijf wordt niet vermeld in de staat der fabrieken van Strijp en ook niet in de
Nijverheidsstatistiek Struve en Bekaar (1888-1890).
De website van het Rijksmuseum vermeldt 7 servetten van Ch. Stoop en Cie:
Ch. Stoop & Cie, 1888 - 1894, servet, BK-1980-533-B
Wit linnen servet met pellen patroon, merk Twickel 36.
Ch. Stoop & Cie, 1888 - 1894, servet, BK-1980-535-A
Wit linnen servet met pellen patroon "vierkant ruitje", merk Twickel 36.
Ch. Stoop & Cie, 1888 - 1894, servet, BK-1980-533-C
Wit linnen servet met pellen patroon, merk Twickel 36.
Ch. Stoop & Cie, 1888 - 1894, servet, BK-1980-534-A
Wit linnen servet met pellen patroon "schakel", merk Twickel 36.
Ch. Stoop & Cie, 1888 - 1894, servet, BK-1980-535-B
Wit linnen servet met pellen patroon "vierkant ruitje", merk Twickel 36.
Ch. Stoop & Cie, 1888 - 1894, servet, BK-1980-533-A
Wit linnen servet met pellen patroon, merk kroon monogram HW en Twickel 36.
Ch. Stoop & Cie, 1888 - 1894, servet, BK-1980-534-B
Wit linnen servet met pellen patroon "schakel", merk Twickel 36.

### Bergeijk
J. van Bergeijk was een Uitstoomerij & Ververij, gelegen aan de Hoefkestraat. Men noemde dit een blauwververij, daar met indigo het textiel hier blauw werd geverfd. In 1007 was dit een rustiek oord midden in de stad waar kunstenaars woonden. 

### Huifkar
Kunstweverij De Huifkar heeft zijn oorsprong in België, waar dhr. Isbouts, een oudgediende van Van Engelen & Evers, samen met de Belgische weefmachinebouwer Van Laere-Huwaere (in Hamme) een etikkettenweverij begon. Begin jaren 60 werd dit bedrijf overgeplaatst naar Eindhoven, waar een nieuwe zakelijke partner was gevonden. Tot 1991 was het bedrijf gevestigd aan de Stuiverstraat, toen het overgenomen werd door Van Engelen & Evers. Men produceerde kledingetiketten, zoals die voor C&A. Het bedrijf was gevestigd in een voormalige draadnagelfabriek (1920) en houtfabriek.

## Ondergang
Na de Tweede Wereldoorlog begon, na een korte periode van opbloei, de neergang van de Eindhovense textielindustrie. De dekolonisatie zorgde voor verminderde afzet naar de Derde Wereld. Dit dwong de bedrijven tot mechanisatie: het aantal arbeidskrachten daalde van 2.433 tot 1.807 in de periode 1950-1963. Er was niettemin een personeelstekort: hooggeschoolde en beter betaalde arbeid was aantrekkelijker. Daarom werden gastarbeiders aangetrokken. De concurrentie van goedkoop textiel, met name uit lagelonenlanden, maakte dat vele fabrieken begin jaren 70 van de 20e eeuw moeten sluiten. Dit gold voor Kodijko, Van Dissel, Kerssemakers & Zn., en Van den Briel en Verster.
De katoenfabrieken trachtten het hoofd boven water te houden door te fuseren. In 1961 werd daartoe BEHTI (Baekers-Elias-de Haes-Textiel-Industrie) opgericht. De verschillende bedrijven konden niet goed samenwerken en de organisatie was topzwaar bij dalende omzet. In de loop van de jaren 70 van de 20e eeuw werden vele bedrijfsonderdelen afgestoten of overgeplaatst. BEHTI is later De Haes Holland gaan heten. BEHTI werd in 1965 onderdeel van de Koninklijke Nederlandse Textiel-Unie (KNTU), waarin een 14-tal, voornamelijk Twentse, bedrijven samenwerkten, maar ook deze ging in 1973 failliet. Dan rest nog lange tijd een enkel textielbedrijf, de trijpfabriek van Léo Schellens, in Eindhoven totdat ook deze, in 2009, wordt overgeplaatst, naar Helmond. Van de voormalige fabriekscomplexen is niet veel meer overgebleven.